# Christoph Vetter
Christoph Vetter (* 20. März 1982 in Stralsund) ist ein ehemaliger deutscher Handballspieler.
Der 1,89 Meter große Vetter kam über die Vereine TUS Empor Stralsund und TSV 1860 Stralsund im Jahr 1998 zum Stralsunder HV, wo er bis zur Saison 2006/2007 spielte. Ab der Saison 2007/2008 spielte er bei der SV Fortuna ’50 Neubrandenburg; in der Saison 2009/2010 war er wieder für den Stralsunder HV aktiv, ebenso in der Saison 2011/2012. Der Linkshänder spielte auf Rechtsaußen.